# Посошков, Иван Тихонович
Ива́н Ти́хонович Посошко́в (около 1652, село Покровское, близ Москвы — 1 февраля (12) 1726 года, Петропавловская крепость, Санкт-Петербург) — первый русский экономист-теоретик, также мыслитель, публицист, предприниматель и изобретатель. Основное сочинение — социально-экономический трактат «Книга о скудости и богатстве» (1724, опубликован в 1842 году).
Сторонник военных и экономических преобразований Петра I. Придерживался меркантилистских взглядов. Выступал за развитие промышленности и торговли, реформу налоговой системы (сокращение и упорядочение налогов) и денежного обращения (предлагал сделать его основой медные деньги, вместо серебра и золота), рациональное использование природных ресурсов, увеличение исследований месторождений полезных ископаемых. Впервые выступил с инициативой законодательной регламентации повинностей крепостных крестьян.
Репрессирован (1725). Умер в Петропавловской тюрьме.

## Биография
О Посошкове известно очень мало. Первое упоминание о нём в документах встречается по делу строителя Андреевского монастыря Аврамия, который подал императору Петру I документы, в которых раскрывались причины недовольства в народе. По этому делу были привлечены к ответу, среди прочих, и крестьяне «Ивашка да Ромашка Посошковы». В последующие годы Посошков много работает, успевает сделаться состоятельным человеком, однако высокого места среди петровских сподвижников он так и не получил. 
Родился в семье ремесленника, занимался ремеслами, стал купцом, в конце жизни приобрёл имение. У него была дочь.
Вместе с братом владел водочным заводом в провинции, затем получил в Москве заказ на изготовление в подарок царю модели станка для чеканки денег. Безуспешно пытался получить от властей на откуп изготовление медных денег и выпуск игральных карт. Более успешное занятие водочной торговлей позволило ему обзавестись собственными домами в Великом Новгороде и Санкт-Петербурге, а также несколькими деревнями.
Посошков скончался в Петропавловской крепости, причиной его ареста был, вероятнее всего, написанный им «Трактат о скудости и богатстве», выступавший за ограничение дворянского землевладения. Кроме того, Посошкову принадлежат записка «О ратном поведении» (1701), «Завещание отеческое» и «Зерцало суемудрия раскольнича».

## Книга о скудости и богатстве
Полное название этой книги — «Книга о скудости и богатстве, сие есть изъявление от чего приключается скудость, и от чего гобзовитое богатство умножается», она принадлежит к числу выдающихся произведений не только русской, но и мировой экономической литературы. Трактат  представляет собой соединение меркантилистской теории с идеями Запада. Посошкова относят к школе меркантилистов (ит. merkante – торговец, купец),основной девиз данной школы «Деньги – сила всех сил», принадлежит Т. Мену (Англия). А вот в России Иван Тихонович впервые поднимает вопрос о вещественном богатстве, как не о денежной массе, находящейся в стране, а о материальных благах, находящихся в руках государства и народа. «В коем царстве люди богаты, то и царство то богато» - такова основная идея. Но ещё важнее его отношение к невещественного богатству страны способствующему здоровому функционированию экономики и общества.  «Паче же вещественного богатства надлежит всем нам общепещися о невещественном богатстве, то есть, о истинной правде; правде - отец Бог, и правда вельми богатство и славу умножает, и от смерти избавляет; а неправде отец диявол, и неправда не токмо вновь богатит, но и древнее богатство оттончевает, и в нищету приводит, и смерть наводит».[ 1.с.78]  . Сам бо Господь Бог рек: Ищите прежде царства Божия и правды Его; и прирече глаголя: яко вся приложатся вам, то есть, богатство и слава. (Матф. гл. 6, ст. 33). И по такому словеси Господню подобает нам паче всего пещися о снискании правды; а егда правда в нас утвердится, и твердо вкоренится, то не можно царству нашему Российскому не богатитися и славою не возвыситися.. Он требует ограничения крепостного права на позициях абсолютизма: «крестьянам помещики не вековые владельцы, того ради не весьма их берегут, а прямой их владелец — Всероссийский Самодержец». Посошков предлагал ограничивать цены посредством наказания для завышающих цены: «буде кто взял цену не противонастоящие излишнюю, взять штрафу да высечь батогами или плетьми, чтобы впредь так не делал». Он противник множественности налогов, по его мнению, следует установить единый «государственный … сбор…, то есть десятинный», и с товара устанопошлину.
Не сводя богатство к деньгам, Посошков различал богатство вещественное и невещественное. Под вещественным он подразумевал богатство государства (казны) и богатство народа. Что в настоящее время можно отождествить с валовым продуктом. Под невещественным – «истинную правду», т. е. законность, правовые условия, хорошее управление страной – те ценности, которые сегодня мы называем «институтами». Поэтому Посошкова можно назвать предтечей российского институционализма. Источником богатства он называл производительный труд, а причинами скудости – отсталость сельского хозяйства, недостаточное развитие промышленности, неудовлетворительное состояние торговли. Для уничтожения скудости и достижения богатства Посошков предлагал два условия: 1) уничтожить праздность и заставить всех людей прилежно и производительно работать; 2) решительно бороться с непроизводительными затратами, осуществлять строжайшую экономию.
Являясь идеологом купечества, Посошков много места в своем сочинении отводил вопросам внутренней торговли. В стремлении сделать купечество монополистом в торговле он предлагал запретить дворянам и крестьянам заниматься торговлей и высказывался за «установленную цену», регулируемую сверху системой надзора и контроля, т. е. в данном вопросе отстаивал устаревшие взгляды. Посошков внимательно относился к внешней торговле, организация которой должна была защитить русское купечество от иностранной конкуренции и способствовать приумножению денег в стране, считал необходимым ввозить только то, что не производится в России. Ограничение ввоза предметов роскоши должно было сохранить, по его мнению, деньги в стране. Он предлагал прекратить вывоз из страны промышленного сырья и вывозить за границу лишь готовые изделия. Оригинальны взгляды Посошкова на деньги: он отстаивал номиналистическую теорию денег.
 
Мы не иноземцы, — писал он, — не меди цену исчисляем, но имя царя своего величаем, того ради, нам не медь дорога, но дорого его царское именование, того ради мы не вес в них числим, но исчисляем начертание на ней

## Вклад в экономическую науку
В лице Посошкова русская экономическая мысль конца XVII — начала XVIII в. прочно стояла на уровне мировой экономической мысли того времени.
И. Т. Посошков был первым последовательным институционалистом в истории экономических учений. Он пишет о невещественном богатстве страны — наборе гражданских основ — институтов, способствующих здоровому функционированию экономики и общества.
Он впервые поднимает вопрос о вещественном богатстве, как не о денежной массе, находящейся в стране, а о материальных благах, находящихся в руках государства и народа. Что в настоящее время можно отождествить с валовым продуктом.
Особенно большое внимание Посошков уделял вопросам развития русской промышленности, проблемы которой и в настоящее время являются актуальными. В числе мер, направленных на её развитие, он предлагал строить заводы за государственный счёт и передавать их затем в частные руки.
Поддерживая идеологию купечества, Посошков вместе с тем выражал и интересы крестьянства. Не требуя открыто отмены крепостного права, он стремился ограничить власть помещиков определенными рамками. Заслуга И. Т. Посошкова состоит в том, что он сумел правильно, в пределах своей эпохи, понять основные задачи России.
Взгляды экономиста, изложенные в книге «О скудости и богатстве» являлись новаторскими не только в России, но и на международной арене, что делает И. Т. Посошкова выдающимся экономистом и в настоящее время, так как он впервые поднимал вопросы, исследовал процессы и явления, являющиеся актуальными и в современном обществе.